# Abbévillers
Abbévillers é uma comuna francesa na região administrativa da Borgonha-Franco-Condado, no departamento de Doubs. Estende-se por uma área de 11.18 km². Em 2010 a comuna tinha 1 070 habitantes (densidade: 95,7 hab./km²).